# Rempart des Sables
Le rempart des Sables est un rempart montagneux du massif du Piton de la Fournaise, dans le sud-est de l'île de La Réunion. Il marque la séparation entre la plaine des Remparts et la plaine des Sables, deux plateaux des Hauts de ce département d'outre-mer français de l'océan Indien façonnés par son volcan actif, le piton de la Fournaise. De fait, il s'étire selon une direction nord-sud en prolongeant le rempart de la Rivière de l'Est jusqu'à former la face orientale du morne Langevin, qui culmine à 2 380 mètres.
Il sert dans son premier tiers de limite entre les communes de Sainte-Rose et de Saint-Joseph, avant de se poursuivre sur le territoire de cette dernière. C'est là qu'il est percé par un passage appelé pas des Sables emprunté par la route forestière du Volcan, qui monte depuis Bourg-Murat et le franchit au prix de quelques lacets avant de se poursuivre jusqu'au pas de Bellecombe-Jacob.